# Clunyi apátság
A clunyi apátság egy bencés kolostor volt Franciaországban, Burgundiában. A 10. században alapított kolostort háromszor építették át, a harmadik templom a kor legnagyobb keresztény temploma volt. Cluny a bencés rend reformjának központjává vált, fénykorában számos kolostor tartozott irányítása alá.

## Háttér
A kolostori élet, amelyet Nagy Károly idején újítottak meg, az idő múlásával visszahullott a zűrzavarba. A clunyi reform előtt a kolostorokat csak az alapítótól kapott regula előírásai fűzték össze, nem volt semmiféle olyan tekintély, amely az egész rendet összefogta volna. Az egyes apátságok nem álltak egymással sem függő, sem alárendelt viszonyban. A kolostorba történő felvételt egy adományhoz kötötték, ami egyre gyakrabban egy tekintélyes földbirtok volt, így sok rendház nemesi kolostorrá vált, ami megerősítette függetlenségüket. Clunyben a miséket rendkívül ünnepélyes keretek között tartották meg, a szertartási eszközök, a templomok berendezési tárgyai is egyre díszesebbek lettek. A szentmise, amely a nap legnagyobb részét betöltötte, különleges tereket igényelt. Cluny második temploma, majd később a harmadik változat is tökéletesen megfelelt a követelményeknek. Cluny nagymértékben különbözött a korábbi önellátó Benedek rendi kolostoroktól, ahol a szerzetesek az imádkozás mellett fizikai munkát is végeztek. Ahogy Cluny hatalma és gazdagsága egyre nőtt, a kolostornak lehetősége nyílt arra, hogy munkásokat és intézőket alkalmazzon, így a szerzetesek mentesültek a fizikai munka alól. Cluny apátjának lehetősége volt arra, hogy a szerzetesek közül bárkit áthelyezzen valamelyik Clunyhez tartozó kolostorba. Így a legtehetségesebb szerzetesek még szorosabbra fűzhették az anyakolostor és a filiálék közötti kapcsolatot.

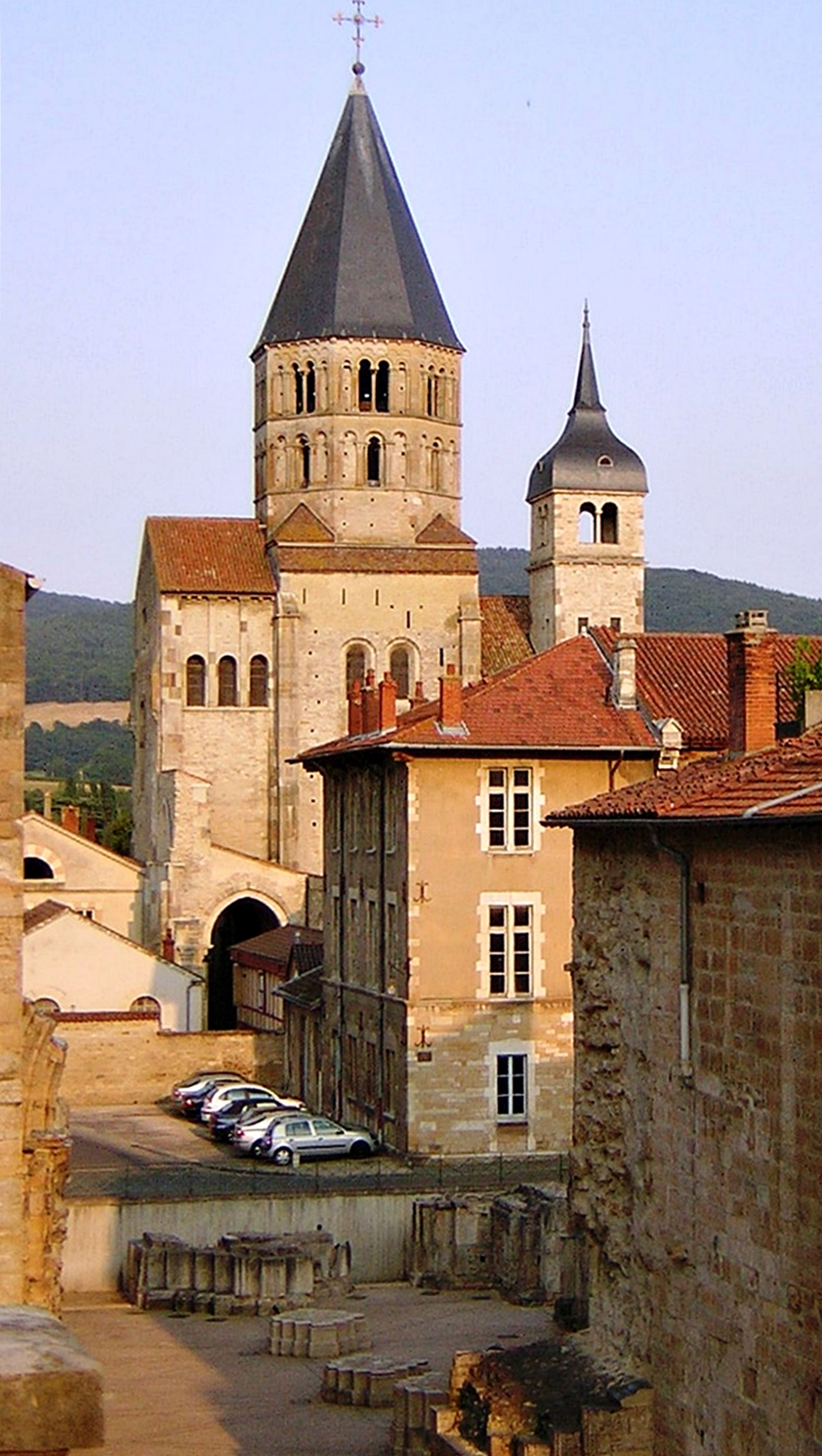
A fennmaradt épületrész
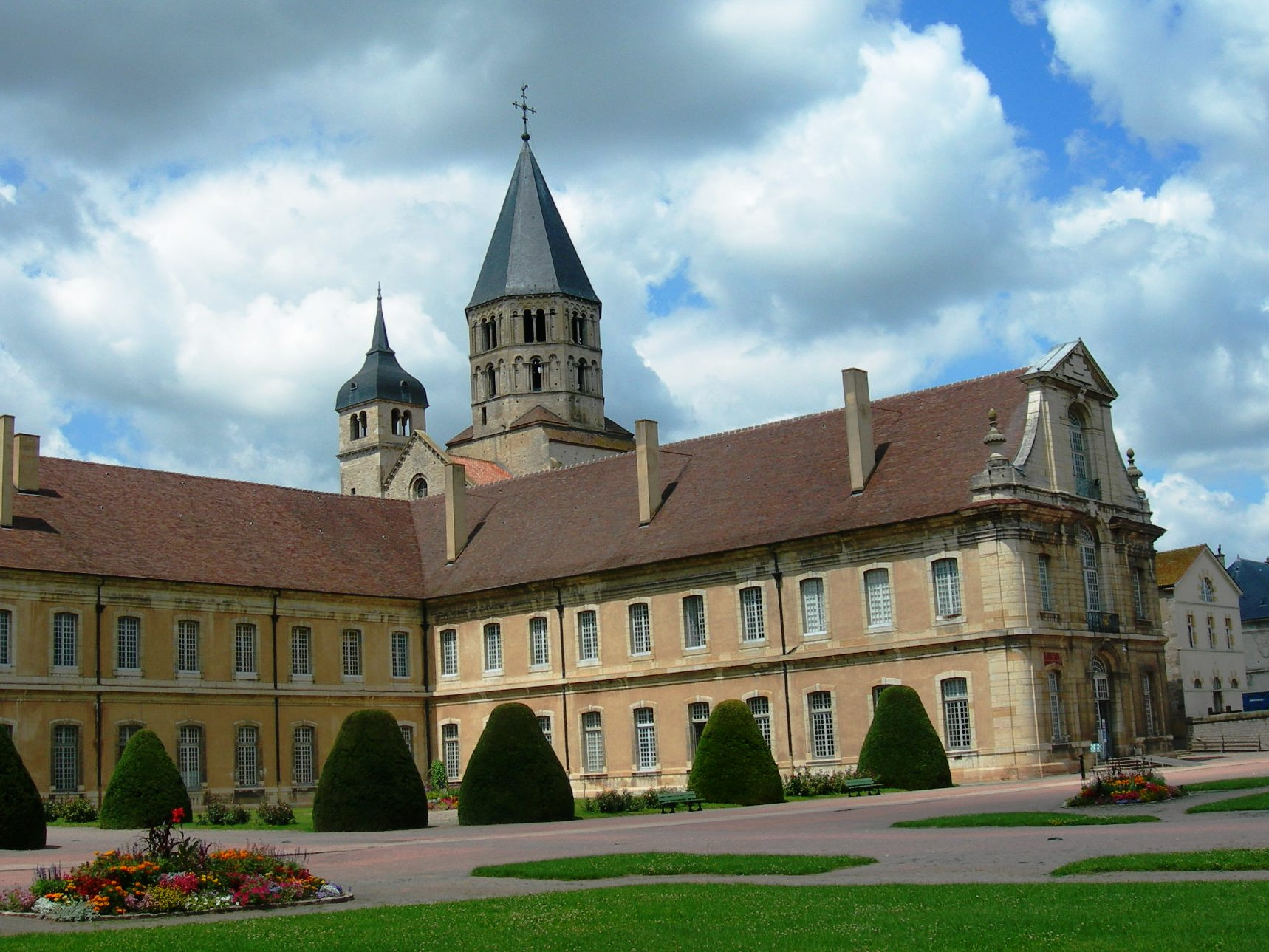
A kolostor épülete, 18. század
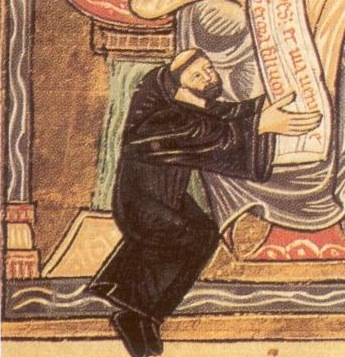
Odó, Cluny második apátja

## A clunyi reformok
A Szent Benedek-rend megújulása, amit a clunyi apátságból kezdeményeztek, nagy hatással volt az egész szerzetességre. A Clunyből indult reform kezdeti szándéka az volt, hogy véget vessen ennek az egymástól való függetlenségnek, és mindössze akkora hierarchiát akart megvalósítani, ami a fegyelem megtartásához feltétlenül szükségesnek látszott. Később, mikor a reformmozgalom egyre szélesebb körben elterjedt, ráébredtek a szétszórt rendházak összekapcsolásának szükségességére. Cluny bár a legfiatalabb alapítás volt, a mozgalom élére került. Egész Európára kiterjedt hatása, fejlődésének csúcspontján több, mint ezer kolostor tartozott hozzá. Odilo apát 932-ben engedélyt kapott a pápától, hogy a cluny reformot filiálék létesítésével elterjessze. Szövetséget hozott létre Cluny, a paviai Szent Ágoston, az Auvergne-ben fekvő Aurillac és még sok más kolostor között, így már az ő idejében több rendház ismert el egyetlen közös tekintélyt maga fölött. A királyok a nemességgel együtt előmozdították a reformot úgy, hogy egyes országokban és tartományokban lévő rendházakat vagy közvetlenül Cluny, vagy tőle függő apátságok hatáskörébe rendeltek. A filiálék élén Cluny apátjának alárendelt perjelek álltak. A perjelek évente egyszer Clunyben találkoztak, ahol megvitatták az irányításuk alatt álló kolostorok ügyeit, és jelentést tettek tevékenységükről. Így szorosan összetartozó kolostorok szövetsége jött létre, ahol Cluny szerepe a világi hűbérurakéhoz volt hasonló: megillette az invesztitúra joga (tehát joga volt kinevezni a hozzá tartozó kolostorok vezetőit) és megillették a hűbérességre kötelezett kolostorok szolgáltatásai.

## Cluny jelentősége

Hugó, Cluny hatodik apátja, Matilda grófnő, és IV. Henrik császár

Cluny a hozzá tartozó kolostorok nagy száma miatt csaknem korlátlan hatalommal rendelkezett. Nagy befolyása volt a politikára is, pl. az ún. invesztitúraharcra, amely a pápa és a császár között folyt. A 11. század hetvenes éveiben VII. Gergely pápa kiélezte az egyházi hatalom elsőbbségének követelését a világi hatalommal szemben. Természetesen ebbe az irányba hatottak a Clunyből kiinduló reformtörekvések is. Az egyház legfontosabb célja az volt, hogy a püspökök és apátok beiktatásának eddig az uralkodó által gyakorolt jogát megszüntessék, ami a világi hatalom komoly leszűkítését jelentette. Ennek a következménye lett a konfliktus, a pápai igényekkel szembeszegülő IV. Henrik és VII. Gergely pápa között, aki egyházi átokkal sújtotta a császárt. Cluny apátjainak nagy hatalma és szokatlanul hosszú élete ( 958 és 1109 között mindössze hárman váltották egymást) lehetőséget teremtett átfogó változtatásokra szellemi, kulturális és társadalmi téren is. A középkorban Cluny egymást követő apátjai legtöbbször rendkívül tehetséges, előkelő származású, nemzetközileg is elismert államférfiak voltak. Cluny fontos szerepet játszott a Santiago de Compostelába vezető zarándoklatban is. A négy nagy santiagói zarándokút kiindulópontjai közül kettő, Vézelay és St. Gilles Clunyhez tartozó apátság volt. Ezenkívül a zarándokutak mellett található szálláshelyek egy része is Cluny birtokában volt. A kolostor fénykorát a 10. század első fele és a 12. század eleje között élte. Az apátok közül hármat szentté avattak Odót (927-942), Odilót (994-1049) és Hugót (1049-1109) Cluny második, ötödik és hatodik apátját. A szerzetesei közül négy pápa került ki: VII. Gergely, II. Orbán, II. Paszkál és V. Orbán pápák.

## Az első és a második templom

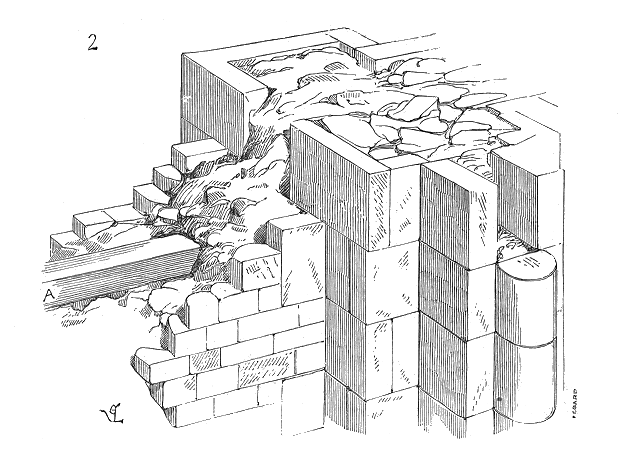
A templomok falszerkezete

Cluny főtemplomát a kolostor fejlődése és a szerzetesek egyre növekvő száma miatt egy évszázad alatt háromszor építették újjá román stílusban. Clunyt Aquitániai Vilmos magánkolostorként alapította 910-ben. A kolostor közvetlenül a szentszéknek volt alárendelve, így Cluny nem a püspökök és a földesurak, hanem közvetlenül a pápa fennhatósága alatt állt. Vilmos lemondott a kolostorból származó minden bevételről és arról a jogáról, hogy az általa beiktatott első apát, Berno halála után ő vagy utódai jelöljék ki Cluny következő apátját. Ezenkívül meghatározta, hogy senki, még a pápa sem nyúlhat a kolostor tulajdonához. Az első apát halála után a továbbiakban a szerzetesek maguk közül választottak vezetőt. Berno apát idejében épült Cluny legelső temploma. A 927-ben felszentelt első templomból semmi sem maradt fenn, a 10. század közepén újabb, nagyobb épület került a helyére. 948-ban, alig néhány évtizeddel az első templom befejezése után hozzáfogtak a második, nagyobb Cluny II templom építéséhez. Ezt a második templomot 948 és 981 között építették Maiolus apát idejében. Csak 981-ben szentelték fel, ami az építkezés nehézségeire utalhat. A második templomról csak az ásatások és az írott források segítségével alkothatunk képet. A régészeti feltárások során sikerült rekonstruálni az épület alaprajzát. Háromhajós templom volt, nagyméretű kereszthajóval és építészeti újdonságnak számító lépcsőzetes szentéllyel. Ezt a lépcsőzetes szentélyt hét apszis zárta le, amelyből a középső három félkörívesen záródott. A hosszház kétszintes lehetett, az árkádok fölött hevederek nélküli hét-hét boltszakaszos dongaboltozattal. 55 méter hosszú volt, ami abban a korban jelentős méretnek számított. Az ezredforduló körül a homlokzatot három narthexszel (boltszakaszos csarnok) toldották meg, amely előtt egy átriumot (előcsarnok) alakítottak ki. Az ókeresztény bazilikák mintájára Cluny II-ben hiányzott a nyugati előépítmény. Cluny második temploma esetében  sikerült jól megvilágítani a dongaboltozatos teret, ami jelentős eredménynek számított, mert az oldalfalakba viszonylag kisméretű ablakokat építettek.

## A harmadik templom
1095-ben szentelték fel a harmadik Cluny templomot, Orbán pápa és Hugó apát részvételével. Jelentősen kibővült, kórházudvar, temetőkápolna, külön lakhely és kápolna az apátnak, egy jóval nagyobb templom, és kibővített Szűz-Mária kápolna található benne. Épült egy magas toronypár is /ld. alaprajz K.J. Conant nyomán/. A refektórium (étkező) mérete megháromszorozódik, hiszen állandó jelleggel látogattak előkelők a kolostorba. 

### Előzmények

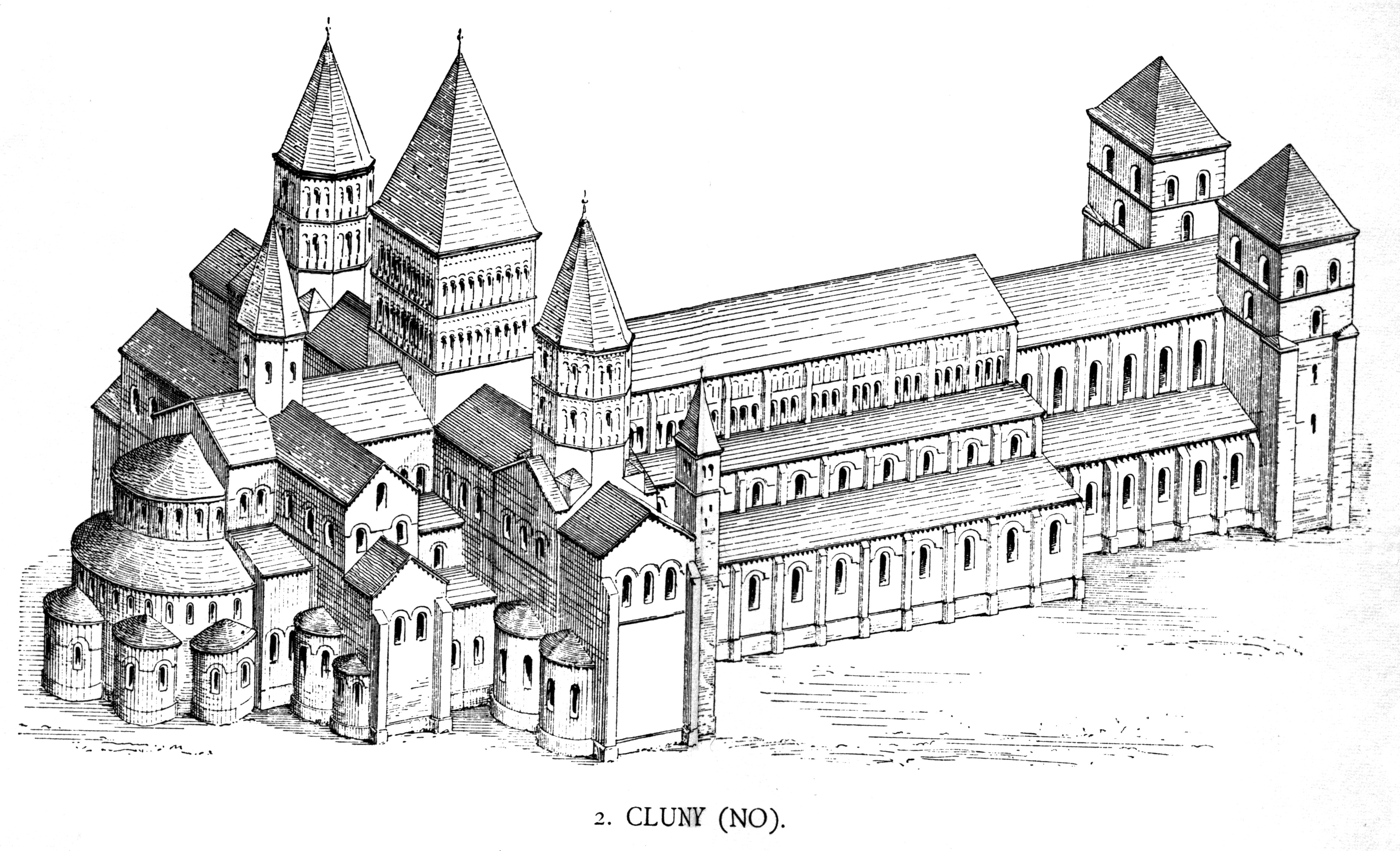
Cluny harmadik temploma, rekonstrukció

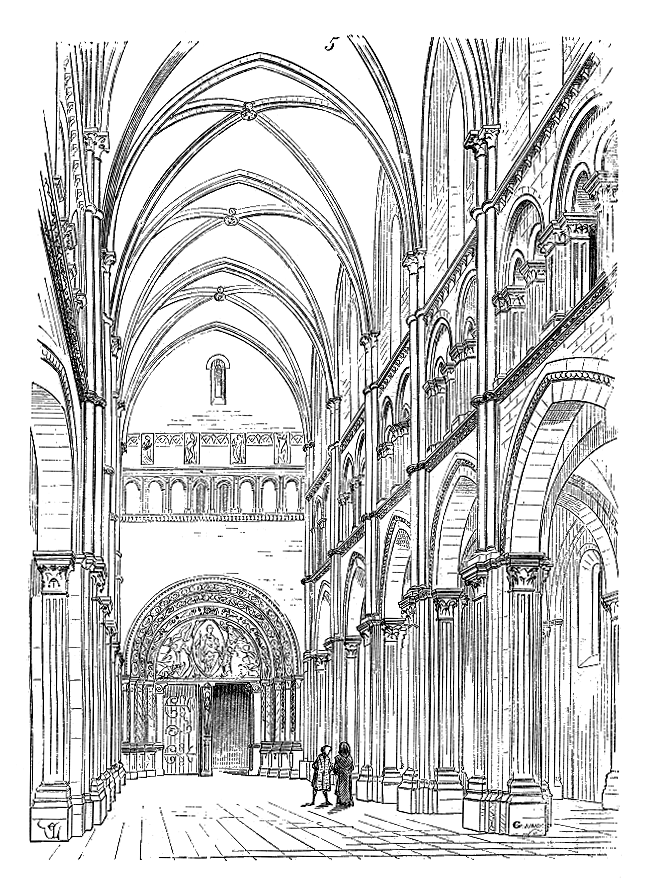
Főhajó, rekonstrukció

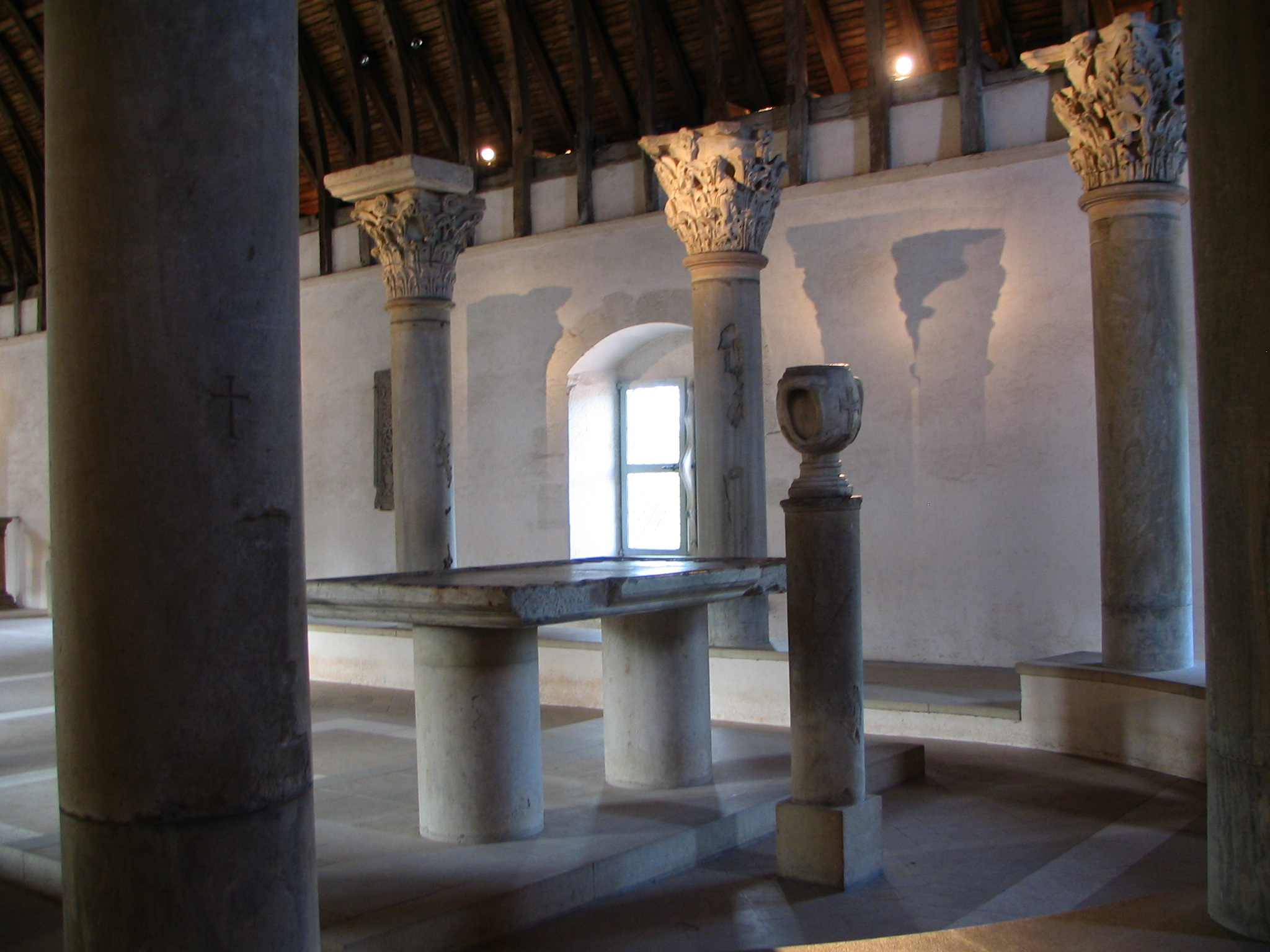
A szentélykörüljáró oszlopfői a volt lisztraktárban

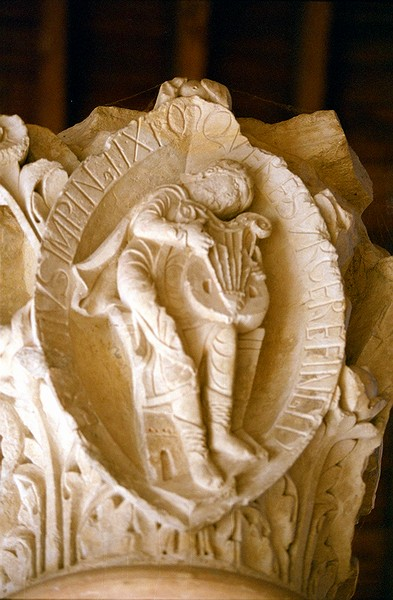
A gregorián zene egyik hangja

A szerzetesek számának növekedése és a Clunyben folyamatosan megszálló előkelők, pápák, uralkodók és kíséretük elhelyezése is új feladatot jelentett. Ezenkívül nagyon fontos volt az egyházi reform hatalmának reprezentációja. A cluny közösség egyetlen feladata az imádkozás volt, a liturgikus szertartás a szerzetesi élet alapvető részét képezte.  Clunyben a liturgiai előírásoknak sajátos rendszere alakult ki, amelyet az ezt átvevő farfai és hirsaui szertartásrendekből ismerünk. Ezeknek fontos eleme a szerzetesek elkülönítése a világiaktól. Ez a követelmény igényelte Clunyben az erőteljes szentélyrészt. Határozott reprezentációs igény jelentkezett a kolostor újjáépítésére, az építtető Hugó apát IV. Henrik párhuzamosan folyó speyeri építkezését igyekezett felülmúlni.

### Az építkezés
A harmadik templomot 1088-ban kezdték el építeni, amelyhez a rendnek szinte kimeríthetetlen anyagi források álltak rendelkezésre. Viszonylag rövid idő alatt épült fel. A munkához Hugó apát jelentős támogatást kapott VI. Alfonz kasztíliai királytól is, aki 1090-ben -hálaáldozatként Toledo visszafoglalásáért- a hadizsákmány nagy részét Clunybe küldte. 1095-ben II. Orbán pápa felszentelte e szentély három oltárát, 1100 körül elkészült a kereszthajó, és 1121-ben a boltozat, amelynek egy része 1125-ben beomlott. A helyreállítás után 1130-ban II. Ince pápa felszentelte az egész templomot. A templom Petrus Venerabilis (1122-1155) idejében készült el teljesen, ő építtette meg az előcsarnokot.

### Az épület
Az építkezés Gunzo szerzetes vezetése alatt kezdődött. A korabeli forrásokból kiderül, hogy Cluny III. építészeti formáinak, szobrászati díszítésének, falfestményeinek és mozaikjainak köszönhetően Európa-szerte híres volt. Cluny III volt a kor legnagyobb keresztény temploma,  öthajós épület kettős kereszthajóval. Az épület teljes hossza 187,31 a kereszthajó 73,75, a keresztház hossza szintén 73,75 a középhajó magassága 29,50 a középhajó szélessége 14,74 m volt. Az épület előcsarnoka önmagában is kitett egy nagyobb templomot. Ezután egy szobrokkal rendkívül gazdagon díszített kapun át lehetett a belső térbe jutni. Az templomban különösen a szentély területén alkalmaztak látványos megoldásokat. Keresztboltozatainak száma 11 lehetett, kereszthajójának szélessége megegyezett a főhajóéval. A kórust kápolnakoszorús szentélykörüljáró övezte, és öt torony tartozott hozzá. Homlokzata kéttornyos volt, amelyet árkádos, háromhajós átrium  egészített ki. A főhajó falait három szintre osztották, a boltozat valószínűleg dongaboltozat lehetett. Nemcsak a négyezetet hanem a belső kápolna fölötti teret is nagy, nyolcszögletű kupola fedte. Az ablakok szinte összefüggő zónát alkottak, amelyeken keresztül áradt a fény a templomba. Cluny III-nak és az azt követő templomoknak fontos eleme a megvilágítás. A hátsó kereszthajó felett egy nyolcszögletes négyezeti torony emelkedett, a másik fölött pedig az ún. Lámpások tornya. Az előcsarnok két tornya közül az egyiket levéltárnak használták a másik az apátság fogdája volt. A főhajót félköríves boltozat fedte, az oldalhajókat pedig keresztboltozat. A szentélytől eltekintve az épület többi részének támaszai féloszlopokkal bővített pillérek voltak. A bazilika nyugati zárófala tulajdonképpen önálló építészeti struktúra volt, nemcsak a kapuzatot zárta magába, hanem fölötte egy, Szent Mihály arkangyal oltárát befogadó, magasan fekvő kápolnát is. A templom két övezetre tagozódott; a gigantikus méretűre növelt és világosan behatárolt hosszházra, valamint a szerzetesek számára fenntartott keleti részre, amely a terek bonyolult együtteséből állt.

### Díszítés
A dekorációról nem sokat tudunk, a fennmaradt töredékeken kívül leírásokra és a lebontás előtt készült rajzokra vagyunk utalva. Az épület két kitüntetett pontján Maiestas Domini ábrázolásokat helyeztek el. Az egyik a nyugati kapun volt, a másik az apszis félkupoláját foglalta el. A világ fölött ítélkező Krisztus a clunyi művészet egyik központi témája volt. A nyugati kapu díszítését valószínűleg az 1110-es években készítették, kevés számú fennmaradt töredékének egy részét Clunyben őrzik a többit a világ különböző múzeumaiban. Szépen faragott díszítősávok kereteztek minden boltívet, ablakot és párkányt. Ezenkívül a templomot színezett épületelemekkel, a festményekkel, a díszes szőnyegekkel, a hatalmas csillárokkal, a szentek szobraival és a drágakövekkel kirakott arany és ezüst kegyszerekkel díszítették.

### A szentélykörüljáró oszlopfői
A templom szobrászati díszítéséből a szentélykörüljáró oszlopfői maradtak fenn, amelyeket jelenleg a 14. századi, ma múzeummá alakított lisztraktárban őriznek. A nagyméretű oszlopfők faragványait finom vonalak jellemzik, ikonográfiájuk változatos. Megjelennek rajtuk világi és egyházi jelenetek, a gregorián zene nyolc hangsora, az évszakok, az eredendő bűn, a paradicsomi folyók stb. Megtalálhatók rajtuk ezenkívül bibliai jelenetek is, pl. Izsák feláldozása.  Az 1095-ös felszentelés előfeltétele volt, hogy legalább a szentély árkádjainak állniuk kellett. Ebből következik, hogy a megmaradt oszlopok az építkezés első hét évére datálhatók. Az oszlopfők kétféle típusúak, az egyiken az alakok növényi díszítményekkel fonódnak össze, a másikon a figurákat mandorla formájú keretben helyezték el. Ez utóbbi a zenei hangok ábrázolásait jellemzi.

### Az épületegyüttes
A templom melletti kerengőből nyílt a refektórium, a konyha, a raktárak, és a könyvtár. Az apát háza távolabb épült az épületegyüttes központjától. A kolostor teljes területét a kertekkel együtt egy erős fallal védték. Az apátság épületei egészen a francia forradalomig fennmaradtak, amikor a legnagyobb részét lebontották. Az épület megmaradt töredéke is hatalmas méretű, az ásatások során feltárt maradványok megdöbbentő távolságra vannak egymástól. Cluny harmadik temploma európai híre ellenére viszonylag kevés követőre talált. Ennek egyik oka a ciszterci rend volt, amely ostorozta a fényűzést, a másik, hogy a dongaboltozás technikája ekkorra már eljutott fejlődése csúcspontjára így a jövő a bordás boltozaté és a gótikus stílusé volt.

### A könyvtár
A kolostor könyvtára egyike volt Európa leggazdagabb könyvtárainak. A szerzetesek számos értékes kéziratot őriztek, amelynek jelentős része elpusztult, amikor a kolostort 1562-ben kifosztották, A megmaradt kéziratok egy részét 1790-ben az egyházellenes tömeg elégette. Később a pusztítástól megmenekült kéziratok egy jelentős része magánkézbe került. A francia kormány ezekből amennyit tudott visszavásárolt, és a kódexeket Bibliotheque Nationale-ban helyezte el. Ezenkívül nagyszámú Clunyből származó kéziratot őriznek a British Museumban is.

## Hanyatlás

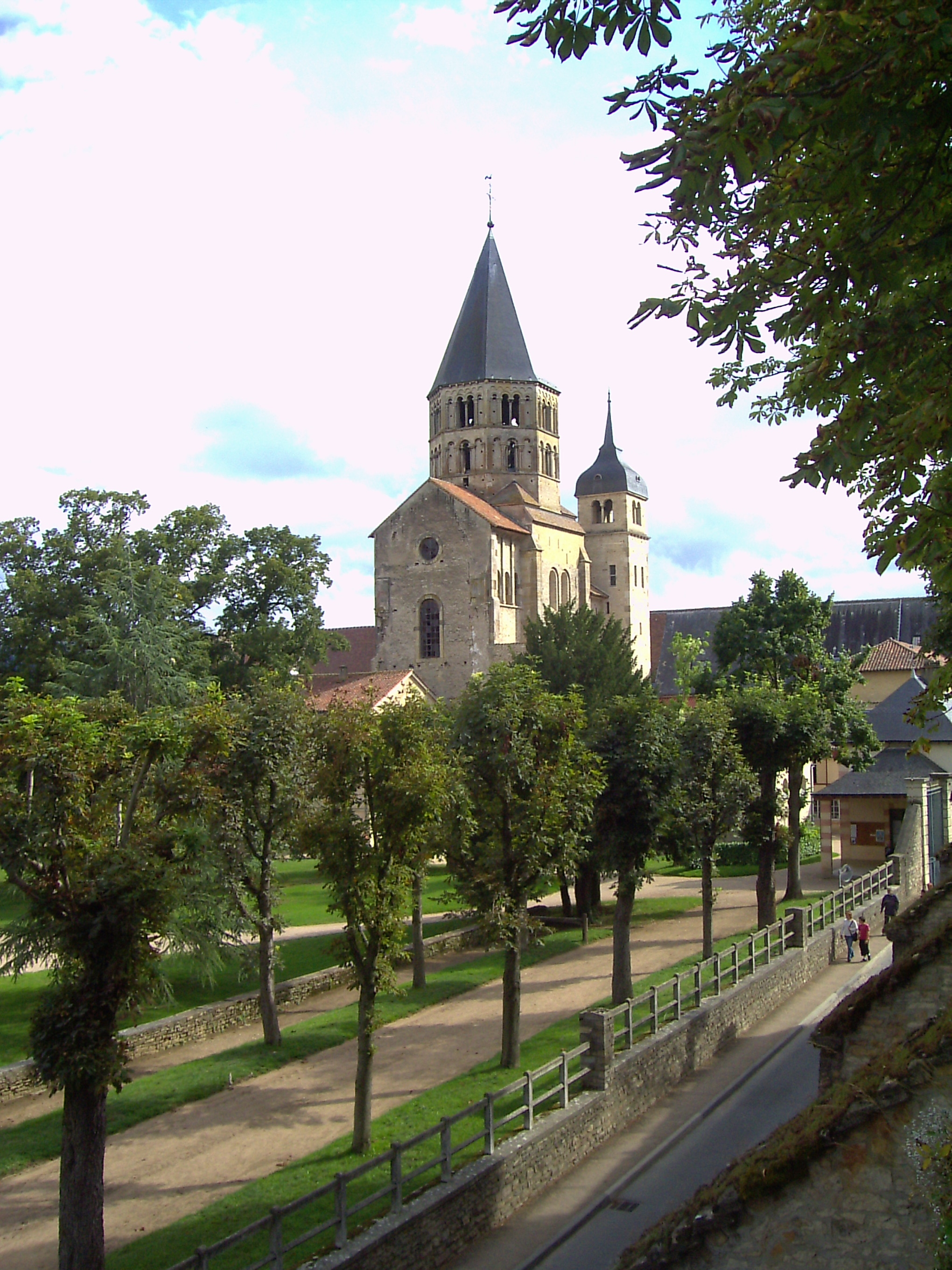
A fennmaradt épületrész

A 12. század elején a kolostor hanyatlani kezdett, majd később Petrus Venerabilis apát idejében újra felvirágzott. Halálával (1156) Cluny virágkora véget ért. Az egyházi reformok következő hullámát a ciszterci rend indította el, így Cluny jelentősége egyre csökkent és meglazultak kapcsolatai a hozzá tartozó kolostorokkal. Ezenkívül az angol és francia királyi hatalom megerősödése és az egyházszakadás is gyengítette Cluny befolyását. Ezenkívül a kolostor súlyos anyagi gondokkal is küzdött, amelynek oka a birtokok és egyéb javak észszerűtlen kezelése volt. Cluny folyamatosan hanyatlott befolyása olyan szinten meggyengült, hogy 1516 után az apátokat már a király nevezte ki. A 18. században épült a mai is látható kolostor.

### A francia forradalomtól napjainkig
A francia forradalmat követő évek katasztrofálisnak bizonyultak a kolostor számára. 1790-ben a levéltárában őrzött dokumentumokat elégették, 1798-ban a kolostor körüli területet eladták, majd az épületet 1813-ig kőbányának használták a városban épülő házakhoz. A középkori templomépületből jelenleg csak a keresztház van meg a sarokfülkéken nyugvó kupolával, továbbá az egykori lépcsős elrendezésű hétrészes szentély négy külső apszisa, egy szentélykörüljáró a kápolnakoszorúval és egy nyugati torony. A napjainkra megmaradt épületrész az eredeti épületegyüttes kevesebb, mint 10%-a. Ez a megmaradt rész 1901 óta védelem alatt áll. A régészeti feltárások 1928-ban kezdődtek az amerikai régész Kenneth J. Connant, a Harvard Egyetem munkatársának irányítása alatt, és megszakításokkal 1950-ig tartottak.

## Külső hivatkozások
- http://www.mult-kor.hu/cikk.php?id=16897
- https://web.archive.org/web/20100304012144/http://www.eletestudomany.hu/content/aktualis_20090904_1100_eve_alapitottak_a_cluny_apatsagot___isten_elveszett_orszaga
- http://lexikon.katolikus.hu/C/Cluny.html
- http://www.sacred-destinations.com/france/cluny-abbey
- https://web.archive.org/web/20100917060631/http://7wonders.org/wonders/europe/france/cluny/cluny-abbey.aspx
- https://web.archive.org/web/20081011053718/http://www.paradoxplace.com/Photo%20Pages/France/Burgundy%20Champagne/Cluny/Cluny.htm
- http://www.burgundytoday.com/historic-places/abbeys-churches/abbaye-cluny.htm
- http://www.storia-riferimenti.org/cronologie/cluny.htm Archiválva 2009. április 28-i dátummal a Wayback Machine-ben